# ポーギー (原子力潜水艦)
|          |                                  |
| 艦歴     |                                  |
| 発注     | 1963年3月23日                    |
| 起工     | 1964年5月5日                     |
| 進水     | 1967年6月3日                     |
| 就役     | 1971年5月15日                    |
| 退役     | 1999年6月11日                    |
| 除籍     | 1999年6月11日                    |
| その後   | 原子力艦再利用プログラム         |
| 性能諸元 |                                  |
| 排水量   | 基準：3,975トン、満載：4,263トン |
| 全長     | 89 m (292 ft)                    |
| 全幅     | 9.7 m (32 ft)                    |
| 吃水     | 8.8 m (29 ft)                    |
| 試験深度 | 1,300ft (400m)                   |
| 機関     | S5W reactor                      |
| 最大速   | 水上15ノット、水中25ノット       |
| 乗員     | 士官14名、兵員95名               |
| 兵装     | 21インチ魚雷発射管4基            |
| モットー |                                  |

ポーギー (USS Pogy, SSN-647) は、アメリカ海軍の原子力潜水艦。スタージョン級原子力潜水艦の5番艦。艦名はタホ湖に生息するマスの一種に因む。その名を持つ艦としてはガトー級潜水艦54番艦(SS-266)以来2隻目。

## 艦歴
ポーギーの建造は1963年3月23日にニュージャージー州カムデンのニューヨーク造船所に発注される。1964年5月5日に起工し、1967年6月3日にジョージ・ウェールズ夫人によって命名、進水した。その二日後、ポーギーの建造契約はキャンセルされ、船体はペンシルベニア州フィラデルフィアのフィラデルフィア海軍造船所に牽引され、保管された。
6ヶ月後の1967年12月7日にポーギーの建造契約はミシシッピ州パスカグーラのインガルス造船所に再び発注された。建造途中の船体は1968年1月8日にインガルス造船所に牽引された。ポーギーは1971年5月15日に就役した。
ポーギーは1975年4月22日に沿岸活動のため出港した。5日後、オアフ島沖合約5マイルで警戒担当が転覆して漂流する15フィートのセイルボートを発見した。ポーギーの乗員たちはボートの主を直ちに救助した。彼は約一時間の間漂流しており、唯一の負傷は潜水艦に救助され艦に引き揚げられたときに生じた擦過傷および打撲傷であった。その間にポーギーは「SINKEX 1-75」（標的の潜水艦に対するMk48魚雷の発射試験）の実施命令を受ける。1975年4月27日にポーギーはカーボネロ (USS Carbonero, AGSS-337) の船体に対して魚雷を発射した。ポーギーは潜望鏡でカーボネロの位置を確認し、続いて魚雷発射のため約200フィートまで潜航した。IC1(SS) ジョセフ・J・ヴァレーズ（カーボネロで資格を得、ポーギーのIC部門担当下士官）は、魚雷発射スイッチを押す名誉を与えられた。数分後に、ポーギーはメッセージ「SIGHTED SUBMARINE SANK SAME」を送信した。

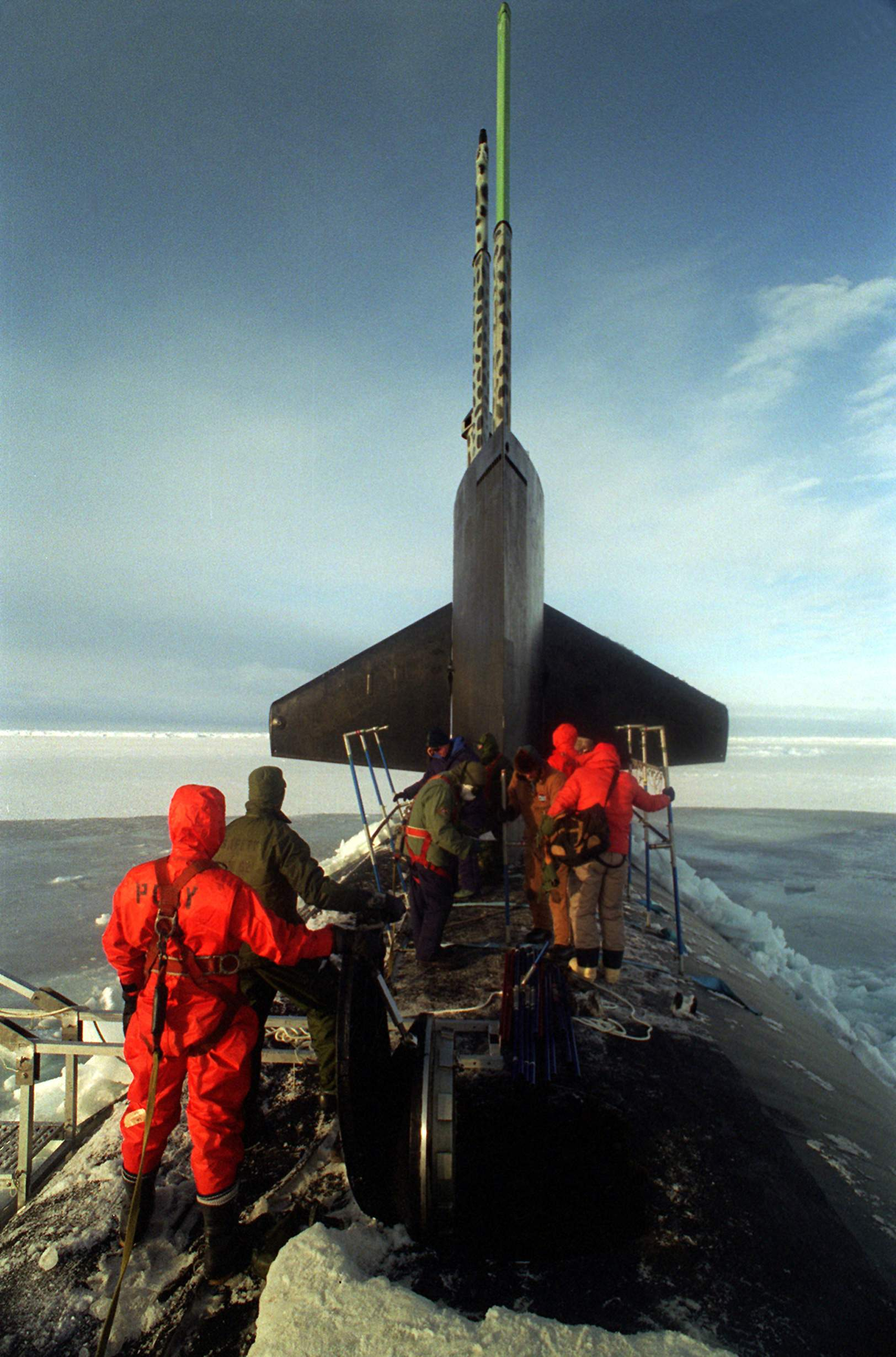
北極の流氷の間に浮上し、海水サンプルを収集するポーギーの乗員

1996年8月25日、ポーギーは「SCICEX-96」の実験を支援した。10月にベーリング海峡を通過し、北極圏の海氷下100を超える地点で数千もの海水サンプルを収集した。ポーギーは連続的に海流および海水の塩分、水温を記録し、気候条件を測定するため氷冠の間から19回浮上し、11月26日にカリフォルニア州サンディエゴに帰還した。
ポーギーは1999年6月11日に退役、同日除籍された。その後ピュージェット・サウンド海軍造船所で原子力艦再利用プログラムに従って解体され、作業は2000年4月12日に完了した。
現在、ポーギーの水平舵はフロリダ州マイアミのペリカン・ハーバー公園におけるフィン・プロジェクトの一部として展示されている。

## 登場作品
『レッド・オクトーバーを追え!』
トム・クランシーの小説。「ポーギー」は離脱する「ダラス (USS Dallas, SSN-700)」の護衛を行う。しかしながら、映画版ではその部分はカットされている。